# Enrique de Olea
Enrique de Olea y de la Encina (Aranjuez, 1860-Bilbao, 1918) fue un escritor y periodista español. 

## Biografía
Era hijo de José Eulogio de Olea (1816-1864) y de Josefa de la Encina Abans (1817-1876). Su padre, hijo del notario Mariano de Olea Barroeta y de Rufina Esnarrizaga, se alistó en 1833 en el Cuerpo de Infantería, llegando a ser capitán. Estando destinado en Aranjuez nació su único hijo, Enrique, al que dejó huérfano de padre en 1864, ya retirado y residente en Begoña.[cita requerida]
A principios de 1885 Enrique de Olea comenzó a colaborar en El Vasco, periódico carlista de Bilbao, del que fue nombrado director en agosto de dicho año y ocupando dicho cargo hasta principios de 1888. Colaboró también en el semanario Chapel-Zuri (quedándose luego, a principios de 1895, de director y único redactor por espacio de unos meses), además de en La Gaceta del Norte (periódico católico de Bilbao del que fue uno de los promotores), el Noticiero Bilbaíno,[cita requerida] El Correo Español de Madrid, y en El Correo Catalán, La Hormiga de Oro y la Biblioteca Popular Carlista de Barcelona, entre otros.
Se insertaron poesías suyas en La Ilustración Española y Americana y otras importantes publicaciones. En el certamen conmemorativo del XIV aniversario de la Jura de los Fueros por Don Carlos de Borbón, celebrado en Guernica en 1889, le fue adjudicada una pluma de oro, premio de Navarra, por su romance La aparición de San Miguel de Excelsis. Publicó varias obras, aparte de innumerables artículos políticos, doctrinales, literarios y de otra índole en revistas y periódicos.
También tuvo actividad política siendo concejal carlista, por el distrito de Bilbao la Vieja, entre 1893 y 1897.

## Obras
- La buenaventura (novela)
- El incienso (novela)
- Guerra al clero (juguete en un acto y en verso)
- Ráfagas (poesías)